# Téry Ödön (tornász)
Téry Ödön, teljes nevén: Téry Ödön József Ferenc (Budapest, 1890. július 8. – Amerikai Egyesült Államok, Belvedere (Dél-Karolina), 1981. június 7.) olimpiai ezüstérmes magyar tornász.

## Életrajza
Szülei Téry Ödön közegészségügyi felügyelő és Mészáros Emília, keresztszülei Ottava Ignác egyetemi magántanár és Mészáros Ferencné Rosenbach Anna voltak.
Részt vett az 1912. évi nyári olimpiai játékokon Stockholmban. Egy torna versenyszámban indult, a csapatverseny meghatározott szereken. Ebben a számban ezüstérmes lett 15 csapattársával együtt.
Klubcsapata a Budapesti TC volt.